# Chisălița, Mureș
Chisălița este un sat în comuna Iclănzel din județul Mureș, Transilvania, România.